# ويلسون فوكس

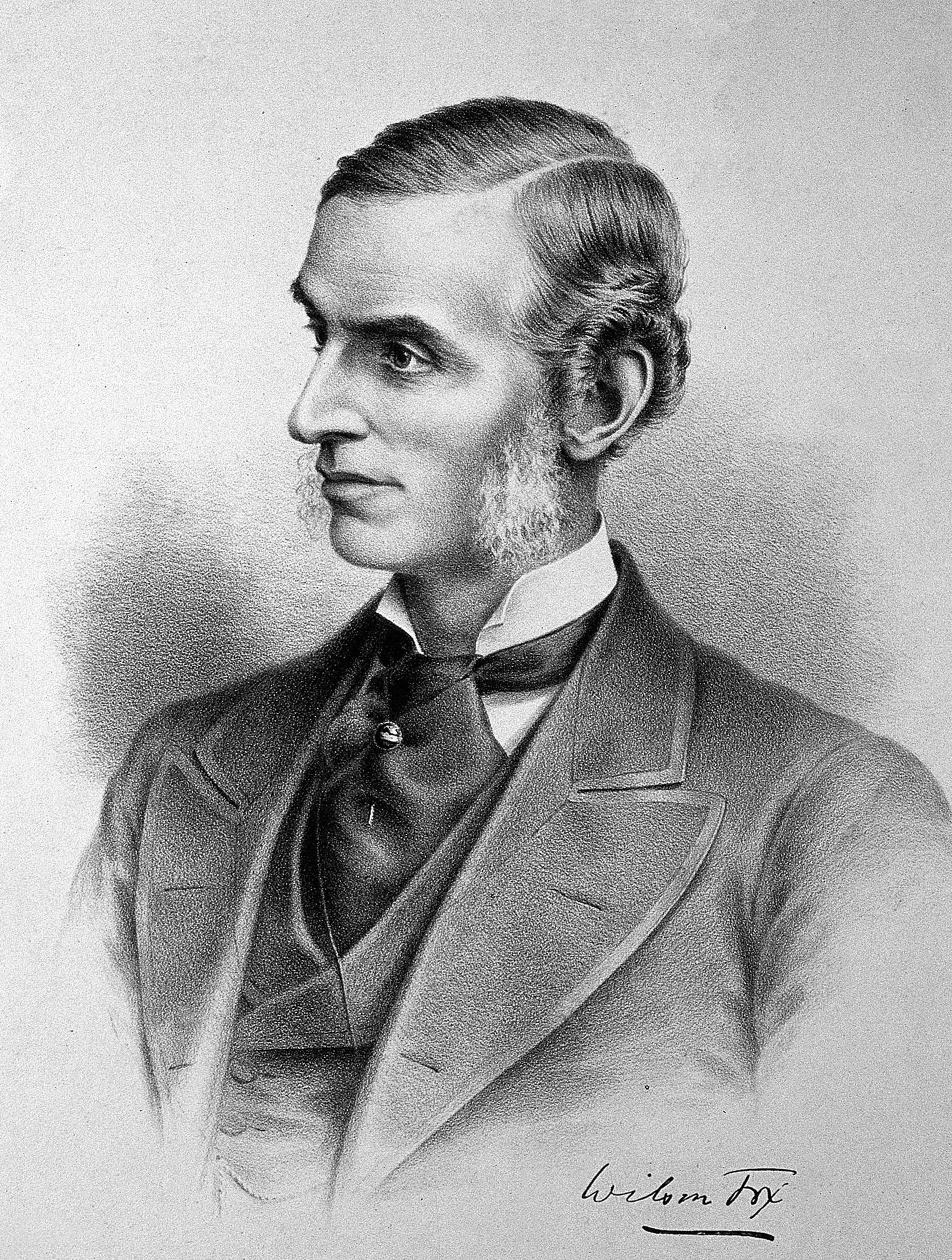
ويلسون فوكس

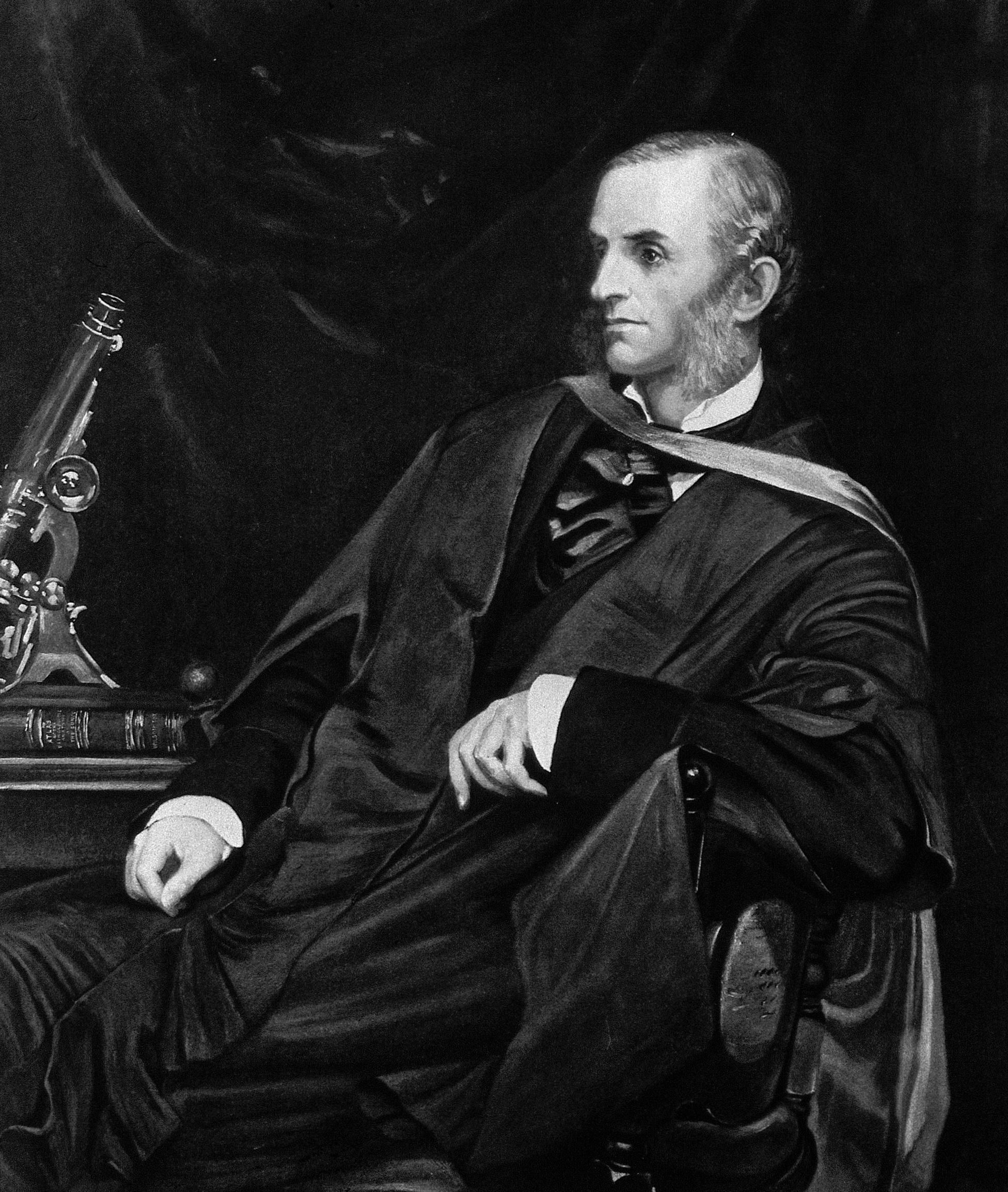
ويلسون فوكس

ويلسون فوكس (2 نوفمبر 1831 - 3 مايو 1887) كان طبيبًا إنجليزيًا.

## التعليم والوظيفة
كان فوكس نجل مُصنِّع ينتمي إلى عائلة كويكر المعروفة في غرب إنجلترا. ولد في تون ديل هاوس في ولنجتون، سومرست. لم يعش فوكس في تون ديل لكنه كان يزوره في كثيرًا في مناسبات عدة. تلقى تعليمه في مدرسة بروس كاسل، توتنهام، وكلية الجامعة بلندن، وحصل على درجة البكالوريوس في عام 1850م، ودكتوراه في الطب عام 1854م، ودكتوراه في الطب عام 1855م، في جامعة لندن. بعد عام قضاها كطبيب مقيم في مستوصف إدنبرة الملكي، قضى عدة سنوات في باريس وفيينا وبرلين، حيث كان لمدة عامين في المدينة الأخيرة تلميذًا لطبيب علم الأمراض العظيم فيرخوف. هنا قدم ملاحظات مهمة حول تنكس الغدد المعدية.
في عام 1859م، تزوج الآنسة إميلي دويل، واستقر في نيوكاسل-أندر-لايم ، حيث أصبح طبيباً في مستشفى نورث ستافوردشاير الملكي. في عام 1861م، مدعومًا بتوصية قوية من فيرخوف، عُيّن أستاذاً للتشريح المرضي في كلية الجامعة بلندن، وبعد ذلك بفترة وجيزة طبيبًا مساعد في مستشفى الكلية الجامعية. في عام 1866م أصبح زميلًا للكلية الملكية للأطباء ، وفي عام 1867م طبيبًا كاملًا في مستشفاه وأستاذ هولم في الطب السريري. في عام 1870م، تم تعيينه طبيباً زائرًا لدى الملكة، وانتخب زميلاً في الجمعية الملكية . أصبح بعد ذلك طبيبًا دائمًا لدى الملكة، وكثيرًا ما كان يتردد على الملكة أثناء وجوده في اسكتلندا. كان طبيبًا نشطًا وعضوًا نشطًا في الجمعيات الطبية الرائدة وكلية الأطباء.

## سماته الشخصية
في المظهر الشخصي، كان فوكس طويل القامة ونحيًلا. على الرغم من أنه كان متحفظًا إلى حد ما في الأسلوب، إلا أن إخلاصه وجدّته لهما أبلغ تأثير فيمن يقابله. كان رجلاً محسنًا، واعتاد على وضع منزله في ريدال تحت تصرف أسقف بيدفورد خلال أشهر الصيف لإيواء رجال الدين المعوقين من الطرف الشرقي وعائلاتهم.
=احتل فوكس مرتبة عالية كمعلم وكمحقق وكاتب. تمت دراسة حالاته بدقة ، مع إيلاء اهتمام خاص للحالة العقلية والعاطفية لمرضاه ، الذين ألهمهم ثقة كبيرة. وكان أول طبيب ينقذ حياة المصابين بالحمى الروماتيزمية حيث كانت درجة الحرارة مرتفعة بشكل مفرط، وذلك بوضع المريض في حمامات ماء مثلج. حظيت محاضراته بتقدير كبير من قبل الطلاب، وكانت سمة تدريسه هي القدرة على جعل حقائق علم الأمراض أساسًا للتشخيص والعلاج. أظهرت جميع كتاباته بحثًا وجهدًا عظيمين، وهي موسوعيّة في مواضيعها. إلى جانب الأعمال المذكورة أدناه ، كان يحضر لسنوات عديدة أطروحة عن أمراض الرئتين وأطلس لتشريحها المرضي، وهي أعمال كانت شبه مكتملة عند وفاته.

## الوفاة
في أبريل 1887م، تم استدعاؤه فجأة إلى فراش وفاة أخيه الأكبر في ويلينغتون. ومن هناك توجه شمالاً نحو منزله في ريدال للراحة، لكنه أصيب بالتهاب رئوي في الطريق وتوفي في 3 مايو في بريستون ، لانكشاير. دفن في تونتون في 6 مايو 1887م. كُشف عن تمثال نصفي لفوكس في قاعة شاير، تونتون، في 25 أكتوبر 1888م. توفيت زوجته الأولى عام 1870م؛ وكان له منها ثلاثة أبناء وثلاث بنات. في عام 1874 =م، تزوج إيفلين ، ابنة السير بالدوين ويك والكر، وأرملة الكابتن بورغوين، الذي غرق في سفينته الحربية قبالة كيب فينيستر خلال عاصفة في 7 سبتمبر 1870م.
كان ابنه الثاني هنري ويلسون فوكس (1863-1921)، الذي أصبح مديرًا للعديد من الشركات في روديسيا، وعضوًا محافظًا في البرلمان. 

## المنشورات
كانت كتابات فوكس الرئيسية:
- حول أصل ، وهيكل ، وطريقة تطور أورام المبيض الكيسي ، '' ميد. -شير. عبر. ، 1864 ، السابع والأربعون. 227-86.
- حول الإنتاج الاصطناعي للحديبة في الحيوانات السفلى ، محاضرة أمام الكلية الملكية للأطباء ، 1864.
- حول تطور الألياف العضلية المخططة ، "فيل. عبر. "clvi. 1866.
- في تشخيص وعلاج أنواع مختلفة من عسر الهضم ، 1867 ؛ الطبعة الثالثة ، الموسعة ، 1872 ، تحت عنوان أمراض المعدة ، إلى حد كبير استنساخ لمقالاته في نظام رينولدز للطب ، المجلد. ثانيا. 1868.
- مقالات عن الالتهاب الرئوي ، وج. ، في نظام رينولدز ، ثالثا. 1871.
- حول علاج فرط الحمى عن طريق التطبيق الخارجي للبرد ، 1871.